# Жетулью Варгас
Жетуліо Варгас (повне ім'я, порт. Getúlio Dornelles Vargas, вимова МФА: [ʒe'tulju doɾ'nɛlis vaɾgɐs]; 19 квітня 1882 — 24 серпня 1954) — президент Бразилії з 1930 по 1945 та з 1951 по 1954 роки, протягом періоду, відомого як Ера Варгаса.

## Ранні роки
Народився 19 квітня 1882 року в Сан-Боржі, Ріу-Гранді-ду-Сул, на кордоні з Аргентиною, в родині Мануела ду Насіменту Варгаса й Кандіди Дорнеліс Варгас. Його батько був уродженцем Сан-Паулу, а мати народилась в багатій родині на Азорських островах.
Жетулью рано залишив школу та вступив до військового училища. Але невдовзі він пішов з армії, зайнявшись вивченням права та журналістикою, закінчив школу права в Порту-Алегрі та здобув докторський ступінь з юриспруденції.
1911 року одружився з бразильською політикинею Дарсі Сарманью, яка у подальшому народила п'ятьох дітей.

## Початок кар'єри
1922 року був обраний до законодавчих зборів штату Ріу-Гранді-ду-Сул. Деякий час був міністром фінансів за президента Вашингтона Луїса, але пішов у відставку, щоб брати участь у виборах губернатора у своєму рідному штаті. Після свого обрання губернатором Ріу-Гранді-ду-Сул 1928 року став провідною постаттю опозиції.
1930 року Варгас створив між новою міською буржуазією та землевласниками, ворожо налаштованими до уряду, Ліберальний альянс і висунувся від Альянсу кандидатом у президенти.

## Революція 1930 року

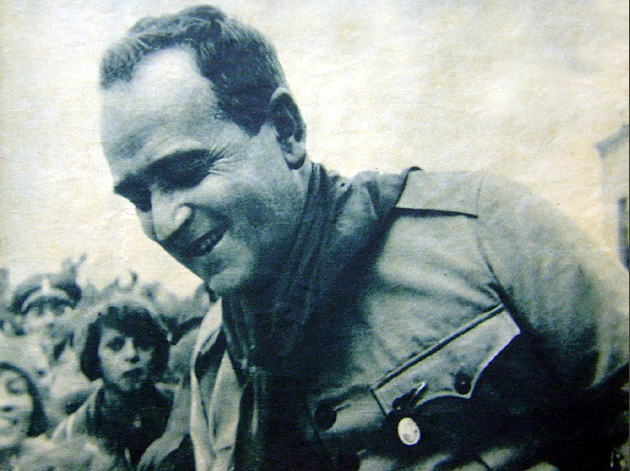
У листопаді 1930

На початку 1930 президент Вашингтон Луїс оголосив своїм наступником губернатора штату Сан-Паулу Жуліу Престіса, що суперечило так званій політиці кави з молоком, відповідно до якої президентом мав стати губернатор штату Мінас-Жерайс Антоніу Карлус Рібейру ді Андрада. В країні розпочалась криза влади.
Антоніу Карлус, якого називали архітектором революції, долучився до опозиційного Ліберального альянсу Жетулью Варгаса. 1 березня 1930 були проведені президентські вибори. Кандидат від влади Жуліу Престіс переміг з 1 091 000 голосів проти 742 000 Варгаса.
Однак Варгас не визнав своєї поразки та звинуватив уряд у фальсифікації результатів голосування. Більше того, він оголосив свою перемогу й розпочав приготування до збройного протистояння з урядом. Приблизно за два місяці до завершення терміну повноважень Вашингтона Луїса значно посилились масові антиурядові виступи. 10 жовтня Жетулью Варгас на чолі своїх прибічників виїхав потягом до Ріо-де-Жанейро, столиці країни. Намагаючись зупинити його, урядові війська перекрили шляхи, в результаті чого 12-13 жовтня в Кватігві, на кордоні штатів Сан-Паулу й Парана, відбулись збройні сутички з революційними військами. Велика битва могла статись в Ітараре, але її попередило фактичне падіння уряду 24 жовтня 1930 року. Влада тимчасово опинилась в руках хунти у складі генералів Аугусту Фрагозу, Менни Баррети й адмірала Ісайаса ді Нороньї.

## Перше президентство

### Тимчасовий уряд
За тиждень після зміни влади Варгас прибув до столиці, й 3 листопада 1930 року, о 3 годині дня, хунта офіційно передала йому владу. Так завершився період Старої Республіки. У своїй інавгураційній промові Варгас назвав 17 цілей, яких мав досягти Тимчасовий уряд. З того дня Варгас почав правити Бразилією як тимчасовий президент.
Варгас прагнув вивести Бразилію з Великої депресії за рахунок політики державної інтервенції. Йому симпатизувала нова міська буржуазія завдяки новим для Бразилії масовим ідеологіям популізму й націоналізму. Так само як і у Франкліна Рузвельта в США, його перші кроки були зосереджені на економічному стимулюванні, програми, з якою погоджувались всі фракції коаліції.

### Конституція 1934 року
1934, за два роки після повстання конституціоналістів у штаті Сан-Паулу, Варгас погодився на прийняття нової конституції Бразилії. За допомогою цієї конституції він, у першу чергу, бажав отримати можливість переобратись на пост президента, оскільки його перший президентський термін завершувався вже у листопаді.
Нова конституція була ухвалена на всенародному голосуванні 16 липня 1934 року. Незважаючи на свою недовговічність, ця конституція вперше була написана обраними представниками народу на практично справедливих багатопартійних виборах. Внаслідок цього вона містила низку удосконалень політичного, соціального й економічного життя, наприклад, незалежність судової влади, надання виборчих прав жінкам, створення гілок судової влади для контролю над виборами й трудовими відносинами, проголошення свободи слова, релігії, пересувань і мітингів. З іншого боку конституція містила й деякі елементи європейського фашизму й надавала Варгасу контроль над робітничими союзами.
Багато положень нової конституції ніколи не здійснились на практиці. Після 1934 року режим став дуже реакційним та характеризувався майже повним придушенням опозиції, що не давало змоги додержуватись багатьох вимог конституції. Як стало очевидно вже за кілька років, Варгас просто накопичував сили, щоб знищити демократичні інституції та встановити фашистський диктаторський режим.

### Диктатура
Режиму Варгаса все більше загрожували різні прокомуністичні групи, які шукали союзу з селянами з багатих штатів. Незважаючи на популістське прізвисько «Батько бідняків», Варгас віддав усю владу в периферійних штатах земельній олігархії, що не відповідало народним очікуванням. Його подальше просування в напрямку задоволення потреб латифундистів привело Варгаса до альянсу з інтегралістами, напіввійськовим фашистським рухом. Цей альянс сприяв помітному зростанню ролі руху, який швидко перетворився на важливу політичну силу в Бразилії. Після 1934 року також починається отримання контролю над громадськими організаціями та профспілками через створення фіктивних організацій такого роду, державне посередництво та об'єднання організацій.
Незважаючи на силове придушення будь-яких організацій селянської бідноти, вимоги стосовно земельної реформи ставали все голоснішими. Нові прокомуністичні альянси між селянами, молодшими офіцерами та міським пролетаріатом набирали сили. Потенційно вони могли привабити переважну більшість населення країни та серйозно загрожували режиму Варгаса.
Починаючи з 1935 року політика Варгаса переслідувала дві головні мети: стимулювання промислового зростання та пригнічення робітничого класу. Уряд реалізував корпоралистські ідеї, закладені в конституції 1934 року, які мали об'єднати всі шари населення, як і в фашистській Італії. На практиці це означало послаблення організованої робочої сили і здобуття повного контролю над робочим класом. При цьому зростання промисловості й урбанізація посилювала роль робочого класу, призводячи до необхідності об'єднання його в альянс. Варгас додержувався стратегії Муссоліні, об'єднуючи робочий клас під лозунгами націоналізму.

### Естадо Ново

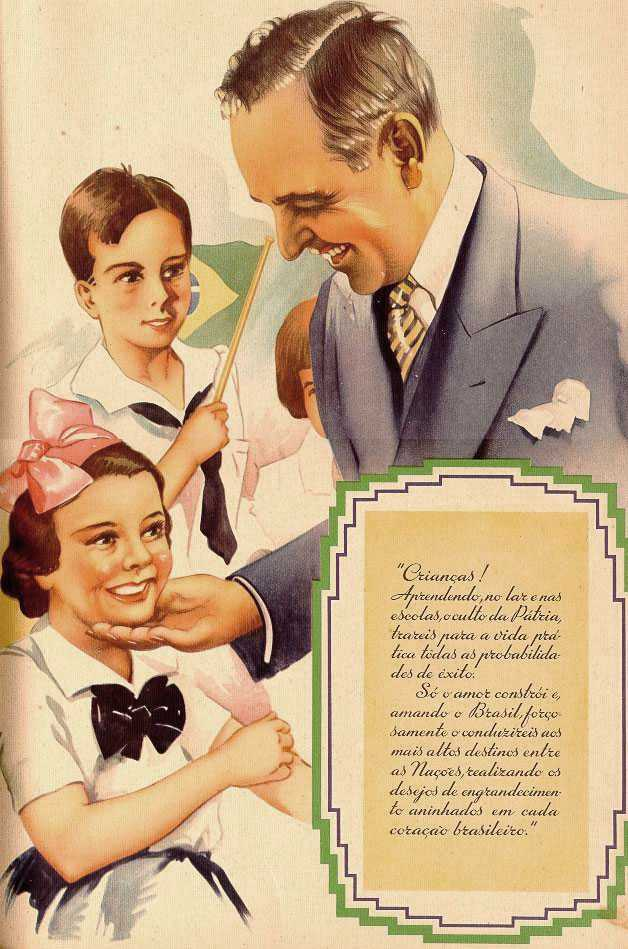
Варгас на плакаті, що пропагандує Естадо Ново

Фашистська диктатура Варгаса «Естадо Ново» (укр. Нова держава) остаточно матеріалізувалась 1937 року. Припускалось, що Варгас залишить пост президента в січні 1938 року, як того вимагала конституція 1934 року, проте 29 вересня 1937 року генерал Дутра представив так званий «План Коена», що змальовував детальний план комуністичної революції. «План Коена» був лише фальсифікацією, здійсненою інтегралістами, проте Варгас використав його, щоб оголосити в країни режим надзвичайного стану.
10 листопада Варгас у радіозверненні до народу заявив про прийняття на себе диктаторських повноважень, які фіксувались новою конституцією. Варгас призупинив президентські вибори, розпустив Конгрес, ліквідував опозиційні політичні партії, запровадив жорстку цензуру, організував централізовану поліцію та наповнив в'язниці політичними дисидентами, пропагуючи націоналізм та встановивши повний контроль над державною політикою.

### Усунення від влади
Незважаючи на фашистську природу Естадо Ново, Бразилія виступила у Другій світовій війні на боці союзників, що призвело до непорозуміння серед бразильського середнього класу. У зв'язку з антифашистськими настроями Варгас був змушений піти на деяку лібералізацію режиму: він проголосив «нову повоєнну добу свободи», що включала амністію для політичних в'язнів, повернення президентських виборів та легалізацію опозиційних партій.
Тим не менше, саме невдоволення цією лібералізацією й призвело до нового державного перевороту. 29 жовтня 1945 року найбільш праві члени уряду Варгаса, генерали Педру Монтейру та Еуріку Гаспар Дутра, усунули його з посту президента і призначили тимчасовим президентом главу Верховного суду Бразилії Жозе Ліньяреса.

## Період з 1945 до 1950 року
Невдовзі в країні відбулись президентські вибори, на яких перемогу здобув маршал Дутра, колишній військовий міністр в уряді Варгаса. Останній підтримав його політику, через що й не був висланий з країни.
1946 року Варгас був обраний сенатором від штату Ріу-Гранді-ду-Сул та засідав у Сенаті до 1950 року. Однак він не брав активної участі в засіданнях Сенату та був єдиним парламентарем, який не підписав 1946 року нову Конституцію.

## Друге президентство
Варгас повернувся до великої політики 1950 року, коли взяв участь у президентських виборах на базі вільного й таємного голосування. Набравши більшість голосів, він знову прийшов до влади, проте вже як всенародно обраний президент. Запорукою успіху Варгаса стали його величезна популярність в народі і потреби національної буржуазії країни в соціальній стабільності.
В політиці Варгас додержувався свого попереднього курсу: розширив видобуток нафти й металургійну галузь промисловості, розробив національну систему забезпечення країни електроенергією, заснував Національний банк економічного розвитку. Така політика тільки зміцнювала авторитет президента.
Проте 1954 року ситуація різко загострилась: підвищився рівень інфляції, внаслідок чого почались страйки робітників, які вимагали збільшення зарплатні. У серпні 1954 року вищі військові чини зажадали відставки Варгаса.

## Смерть

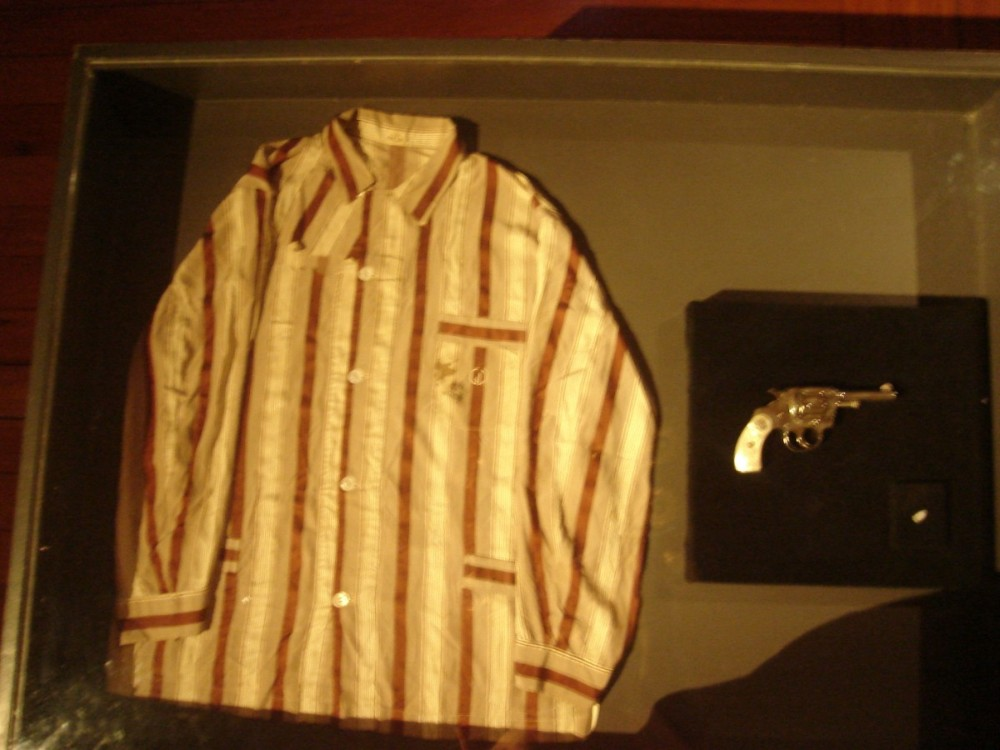
Револьвер і сорочка Варгаса з отвором від кулі в грудях (експонат у Президентському палаці)

З подачі політичних опонентів Варгаса в країні розпочалась криза, кульмінацією якої стала сутичка 5 серпня на вулиці Тонелеру, під час якої було вбито майора Рубенса Васа, який чинив замах на головного суперника Варгаса — Карлуса Ласерду. В організації цього замаху був звинувачений лейтенант Грегоріу Фортунату, начальник особистої охорони Варгаса. Це спровокувало невдоволення серед військовиків, і генерали зажадали відставки Варгаса. Той опирався до останнього й призначив на вечір 24 серпня екстрену нараду кабінету міністрів, але дістав звістку, що офіцери на поступки не підуть.
Усвідомивши, що контроль над ситуацією втрачено, Варгас скоїв самогубство, поціливши у груди з револьвера в палаці Катете. У передсмертній записці Варгас висловив упевненість у правильності проваджуваної ним політики і бажання своєю смертю звернути увагу на національні проблеми. Відомі останні рядки цього листа: «Я спокійно роблю свій перший крок на шляху у вічність та розстаюсь із життям, щоб увійти до історії».
Після оголошення про смерть Варгаса та оприлюднення цього листа, всією країною пройшли численні демонстрації, присвячені пам'яті президента. Народне обурення було настільки великим, що противники Варгаса були змушені на багато років забути про свої плани.
Похований у рідному місті Сан-Боржа в Ріу-Гранді-ду-Сул. Піжама президента з кульовим отвором у грудях експонується в палаці Катете.

## Пам'ять
На честь Варгаса названо муніципалітети Жетулью-Варгас у штаті Ріу-Гранді-ду-Сул та Презіденті-Жетулью в Санта-Катаріні. Також його ім'ям було названо один з найбільших у світі алмазів (вагою понад 726 карат), видобутий у Бразилії 1938 року.